# Udo Schütz

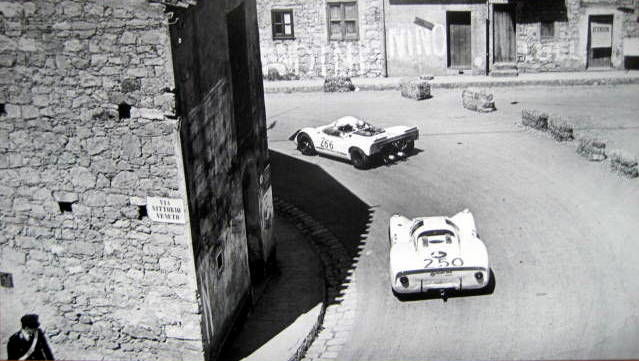
Schütz su Porsche 908-02 Targa Florio 1969

Udo Schütz (Selters, 11 gennaio 1937) è un pilota automobilistico e velista tedesco, con all'attivo tre partecipazioni alla 24 ore di Le Mans e alla 12 ore di Sebring (1966, 1967, 1969).

## Palmarès

### Automobilismo
- 1000 km del Nürburgring: 1
1967 con Joe Buzzetta[1]
- Circuito stradale del Mugello: 1
1967
- Targa Florio: 1
1969

### Vela
- Admiral's Cup: 1
1993[2]